# Vương tôn Archie xứ Sussex
Vương tôn Archie xứ Sussex (Archie Harrison; sinh vào ngày 6 tháng 5 năm 2019) là con trai của Vương tử Harry, Công tước xứ Sussex và Meghan Markle. Archie cũng là cháu nội thứ tư của tân vương mới, Charles III và Diana, cố Vương phi xứ Wales, và là chắt thứ tám của cố Nữ vương Elizabeth II. Archie là người xếp thứ 6 trong danh sách thứ tự kế vị ngai vàng của 16 quốc gia độc lập Khối Thịnh vượng chung, sau bác, ba người con của bác và cha mình.

## Thông tin về sự ra đời
Ngày 15 Tháng 10 năm 2018, Cung điện Kensington thông báo rằng Công tước phu nhân Meghan đã mang thai đứa con đầu lòng của cô và Vương tử Harry. Archie Harrison Mountbatten-Windsor sinh lúc 5 giờ 26 phút ngày 6 tháng 5 năm 2019 tại Anh quốc.
Thông báo nói rằng Bà Công tước đã sinh một bé trai lúc 5 giờ 26 phút (04: 26 UTC) vào ngày 6 tháng 5, và em bé nặng 7 pounce 3 ounce (3,2 kg). Vương tử Harry đã ở bên cạnh vợ khi cô sinh con.
Harry và Meghan đã chia sẻ với Oprah Winfrey trong chương trình của cô rằng, trong khi cô mang thai Archie, Harry đã nghe Vương gia trong cung điện bàn tán về màu da của em bé, do Meghan có mẹ là người Mỹ gốc Phi.

## Danh hiệu
- 5 tháng 6 năm 2019 – 9 tháng 3 năm 2023: Master Archie Mountbatten-Windsor
- 9 tháng 3 năm 2023 – nay: Vương tôn Archie xứ Sussex

## Thân phận Vương thất
Archie nằm trong danh sách Vương thất Anh. Archie hiện đứng thứ 6 trong danh sách kế vị ngai vàng nước Anh và đồng thời là người kế vị ấn định cho các tước vị của cha.